# السفراء (هولباين)
السفراء هي لوحة للفنان الألماني هانس هولباين الأصغر، رُسمت في عام 1533، وتُعرف أيضًا باسم جان دي دنتفيل وجورج دي سيلف. رسمت اللوحة في فترة تيودور، في نفس العام الذي ولدت فيه الملكة إليزابيث الأولى. بالإضافة إلى كونها بورتريهًا مزدوجًا، فهي تحتوي على صور ساكنة لأشياء عديدة معروضة بدقة متناهية، لكن معناها غير واضح، وكان سببًا في العديد من الجدالات. تشتمل اللوحة أيضًا على مثال يُستشهد به كثيرًا للتوهم البصري في الفن. السفراء هي جزء من المجموعة الموجودة في معرض لندن الوطني.

## الوصف
على الرغم من أن هانس هولباين الأصغر كان فنانًا ألماني المنشأ أمضى معظم وقته في إنجلترا، فقد أظهر تأثير الرسامين الهولنديين الأوائل في عمله هذا. يُلاحظ هذا التأثير مباشرة في استخدامه للطلاء الزيتي، والذي بدأ استخدامه في الرسم على اللوحات قبل قرن من الزمان في الفترة الفنية الهولندية المبكرة. كان أكثر ما اتضح فيه الطابع «الفلمنكي» في استخدام هولباين للطلاء الزيتي هو استخدامه للوسط لإظهار تفاصيل دقيقة جدًا ورمزية بشكل أساسي: استخدم هولباين الرموز للربط بين الأشكال المرسومة بإظهار نفس الأشياء على الطاولة، مثلما استخدم جان فان إيك وروبرت كامبين صورًا معقدة لربط مواضيع رسمهما بالألوهية.
اشتملت الأدلة التي تشير إلى وجود رابط بين الأشكال الموجودة في اللوحة على مجموعة مختارة من الأدوات العلمية، تتضمن كرتين (واحدة أرضية والأخرى سماوية)، ومزولة رُعاة أسطوانية، وأداة ربع (أسطرلاب)، وأداة قياس سماوية محمولة، ومزولة شمسية متعددة الوجوه، إضافة إلى أنواع مختلفة من الأنسجة، بما في ذلك الأرضيات الفُسَيْفسائِيّة القائمة على تصميم من دير وستمنستر (بلاط الكوزماتي أمام المذبح المرتفع)، وأيضًا السجاد الشرقي على الرف العلوي، والذي يُعد مثالًا على السجاد الشرقي في لوحات عصر النهضة. علاوة على ذلك، من الممكن اعتبار أن اختيار إدراج الشكلين كان رمزيًا. يرتدي الشخص الموجود على اليسار ملابس علمانية، بينما يرتدي الشخص على اليمين ملابس رجل دين، محيطين بطاولة تعرض كتبًا مفتوحة، ورموز متعلقة بالمعرفة الدينية، علاوة على رابطة رمزية للعذراء.
في المقابل، اقترح آخرون أن اللوحة تحتوي على دلالات خفية تشير إلى الصراع الديني، وتُمَثَّل الصراعات بين السلطات العلمانية والسلطات الدينية متمثلة بمالك الأرض جان دي دنتفيل، وأسقف لافور جورج دي سيلف. تضمن تفسير الراهب الألماني مارتن لوثر للوحة أن وجود العود ذي الوتر المقطوع، والذي يُعد رمزًا للخصومة، بجانب كتاب التراتيل، يوحي بصراع بين العلماء ورجال الدين.
تنسخ الكرة الأرضية الموجودة على الرف السفلي جزءًا من خريطة مبتكرة صُنعت على الأرجح في عام 1530، ومن أصل غير معروف. يُشار إلى الخريطة باسم كرة أرض السفراء بسبب مظهرها المعروف في اللوحة.
وُصفت هذه اللوحة بأنها «واحدة من أكثر اللوحات إثارة للإعجاب في فن عصر النهضة».

### صورة الجمجمة المشوهة بصريًا

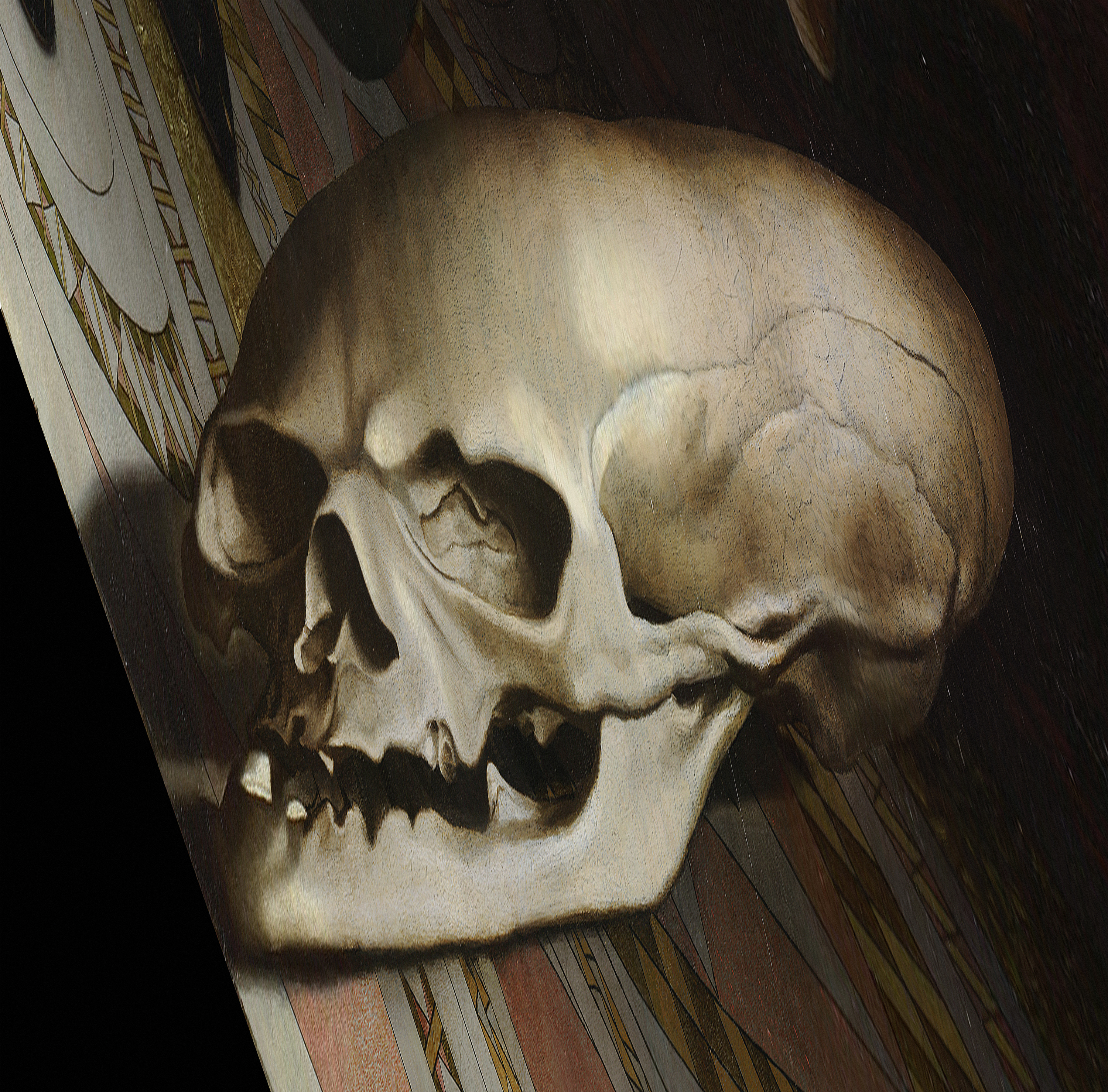
الجمجمة المشوهة بعد تصحيح الاسقاط في عام 1998

تُعد الجمجمة المشوهة أكثر الرموز شهرة في عمل هولباين وأكثرها جدارة بالملاحظة، وهي موضوعة في مركز الجزء السفلي من اللوحة. تُعرض الجمجمة في صورة بصرية مشوهة، وهذه التقنية في الرسم كانت اختراعًا آخر ظهر في عصر النهضة المبكر. المقصود من الجمجمة هو أن تكون لغزًا بصريًا، نظرًا لأن المشاهد يجب أن يقترب من اللوحة من أعلى الجانب الأيمن أو أسفل الجانب الأيسر لرؤية الشكل على أنه عرض لجمجمة بشرية طبيعية. على الرغم من أنه من البديهي أن يظهر المقصود من الجمجمة على أن تكون رمزًا لمؤقتية الحياة وتذكرة بالموت، لكن سبب إعطاءها هذه الأهمية والبروز في اللوحة من قبل هولباين غير واضح. أحد الاحتمالات هو أن هذه اللوحة تمثل ثلاثة مستويات: السماوات (ويمثل هذا الأسطرلاب وغيره من الأشياء الموجودة على الرف العلوي)، وعالم الأحياء (كما يتضح من خلال كتب وآلة موسيقية موجودين على الرف السفلي)، والموت (ترمز إليه الجمجمة). افتُرض أيضًا أنه كان من المقصود أن تُعلق اللوحة في دَرَج سلالم، بحيث يتفاجأ الأشخاص الصاعدون على الدرج بظهور الجمجمة أثناء مرورهم بيمين اللوحة. الاحتمال الآخر هو أن هولباين أراد ببساطة أن يظهر براعته في استخدام هذه التقنية من أجل تأمين عمولات مستقبلية. غالبًا ما أدرج الفنانون جماجم في فنهم كتذكرة بالموت. ربما كان مقصد هولباين من الجماجم (إحداهما خط رمادي مائل والأخرى قلادة على قبعة جان دي دنتفيل) ومن الصليب في الزاوية أعلى اليسار، تشجيع المرء على التفكر في موته القريب والقيامة.

## التفسير
قبل نشر ماري فريديريكا صوفيا هيرفي لكتابها سُفراء هولباين: الصورة والرجال في عام 1900، كانت هوية الشخصين في الصورة موضوع نقاش حاد لفترة طويلة. في عام 1890، كان سيدني كولفين أول من اقترح أن الشكل على اليسار هو جان دي دنتفيل، والذي كان سيد بوليسي (1504-1555) وسفيرًا فرنسيًا في محكمة هنري الثامن للفترة الأكبر من عام 1533. بعد ذلك بفترة قصيرة، كشف تنظيف اللوحة أن مقعد جان دي دنتفيل في بوليسي هو واحد من أربعة أماكن فرنسية فقط موجودة على الكرة الأرضية. بعد تتبع تاريخ اللوحة مرة أخرى عبر مخطوطة من القرن السابع عشر، عرّف هيرفي الرجل الموجود على اليمين باسم جورج دي سيلف (1508/1509-1541)، والذي كان أسقف لافور. وفقًا لمؤرخ الفن جون رولاندز، لا يرتدي دي سيلف أردية أسقفية لأنه لم يُرسم حتى عام 1534. عُرف دي سيلف من رسالتين من رسائل دي دنتفيل إلى شقيقه فرانسوا دي دنتفيل، الذي كان أسقف أوكسار، قبل زيارته للندن في ربيع عام 1533. كتب جان دي دنتفيل في 23 مايو: «شرّفني السيد دي لافور بزيارته، والتي كانت سببًا في بهجة لم تكن بقليلة بالنسبة لي. ما من حاجة لأن يعلم المعلم الأكبر بأي شيء عن هذا». كان المعلم الأكبر المتحدث عنه هو مارشال فرنسا آن دي مونمونسي، وهي إشارة دفعت بعض المحللين إلى استنتاج أن مهمة دي سيلف كانت سرية، لكن لا يوجد دليل آخر يدعم هذه النظرية. كتب السفير إلى شقيقه مرة أخرى في 4 يونيو قائلًا: «جاء السيد دي لافور لرؤيتي، لكنه رحل مرة أخرى».

## معرض صور

العناصر العلمية والرياضية
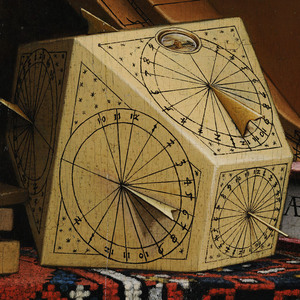
مزولة
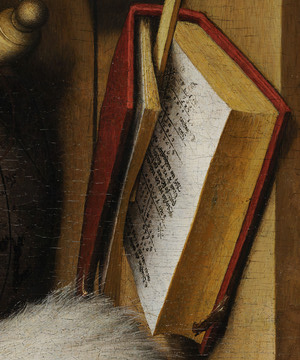
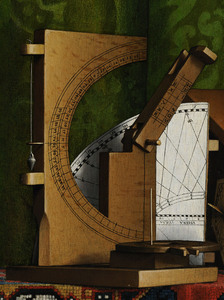
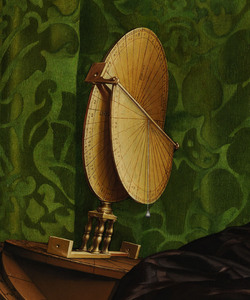
توركيكوم
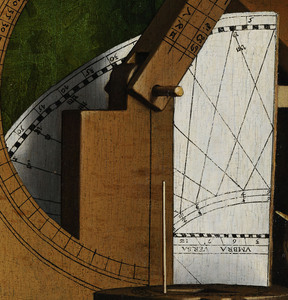
الربع (أسطرلاب)
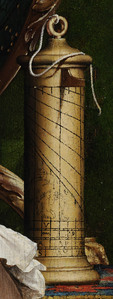